# Hrdlička karolinská
Hrdlička karolinská (Zenaida macroura) je široce rozšířená, asi 31 cm velká severoamerická hrdlička. Hnízdí na území Spojených států. Je částečně tažná, část populace zůstává na svých hnízdištích a část na zimu přilétá na území Mexika. Obývá otevřené krajiny s rozptýleným porostem stromů, nejčastěji otevřené lesy, pastviny, parky a zahrady.
Je nenápadně zbarvena v odstínech šedé a hnědé s tmavou skvrnou na tváři a tmavými znaky na křídlech. Obě pohlaví jsou si přitom velmi podobná. Je monogamní (žije v párech), v jedné snůšce mívá dvě mláďata, o která pečují oba rodiče. Živí se téměř výlučně semeny.
Hrdlička karolinská patří k nejhojnějším a nejrozšířenějším severoamerickým ptákům. Je také významným lovným druhem, ročně takto zahyne až 20 miliónů hrdliček. Takto aktivní lov vyplývá zejména z její vysoké početnosti a rychlosti nárůstu populací, ve vhodných oblastech totiž může hnízdit až 6× ročně (obvykle však hnízdí 2× až 3× do roka).
Zpěv této hrdličky byl inspirací pro mexickou píseň Cucurrcucú paloma. Její text i melodie se objevily ve značném množství filmů i nahrávek včetně našich Kučerovců.